# 69. ročník udílení Zlatých glóbů
69. ročník udílení Zlatých glóbů se konal 15. ledna 2012 v hotelu Beverly Hilton v Beverly Hills, Los Angeles. Galavečer potřetí moderoval britský komik a herec Ricky Gervais. Hollywoodská asociace zahraničních novinářů oznámila nominace 15. prosince 2011.
Černobílý film Umělec získal ze šesti nominací tři Glóby. Děti moje a Černobílý svět posbíraly shodně po pěti nominacích. První jmenovaný proměnil dvě, druhý jednu.
Herečka Meryl Streep získala nejen rekordnou šestadvacátou nominaci, ale zároveň za postavu premiérky Margaret Thatcher ve filmu Železná lady vyhrála i rekordní osmý Zlatý glóbus. George Clooney posbíral čtyři nominace, z kterých jednu proměnil v cenu. Hollywoodský veterán Martin Scorsese získal svůj třetí Glóbus za režii. Cena Cecila B. DeMilla byla udělena Morganu Freemanovi.
V televizních kategoriích vévodily se čtyřmi nominacemi televizní film Panství Downton a miniseriál Mildred Pierceová. Oba počiny proměnily po jedné ceně. V počtu cen byl vítězem seriál Ve jménu vlasti, který zvítězil v kategoriích nejlepší dramatický seriál a nejlepší herečka v dramatickém seriálu.

## Vítězové a nominovaní

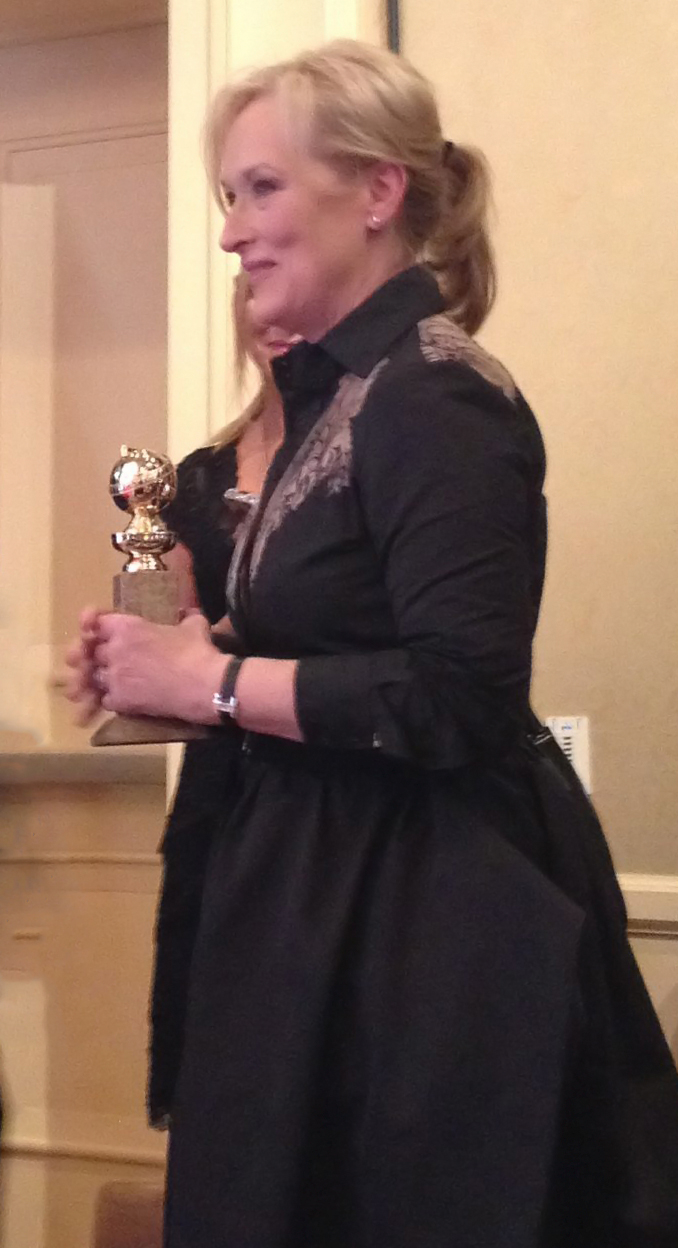
Nejlepší dramatická herečka Meryl Streep

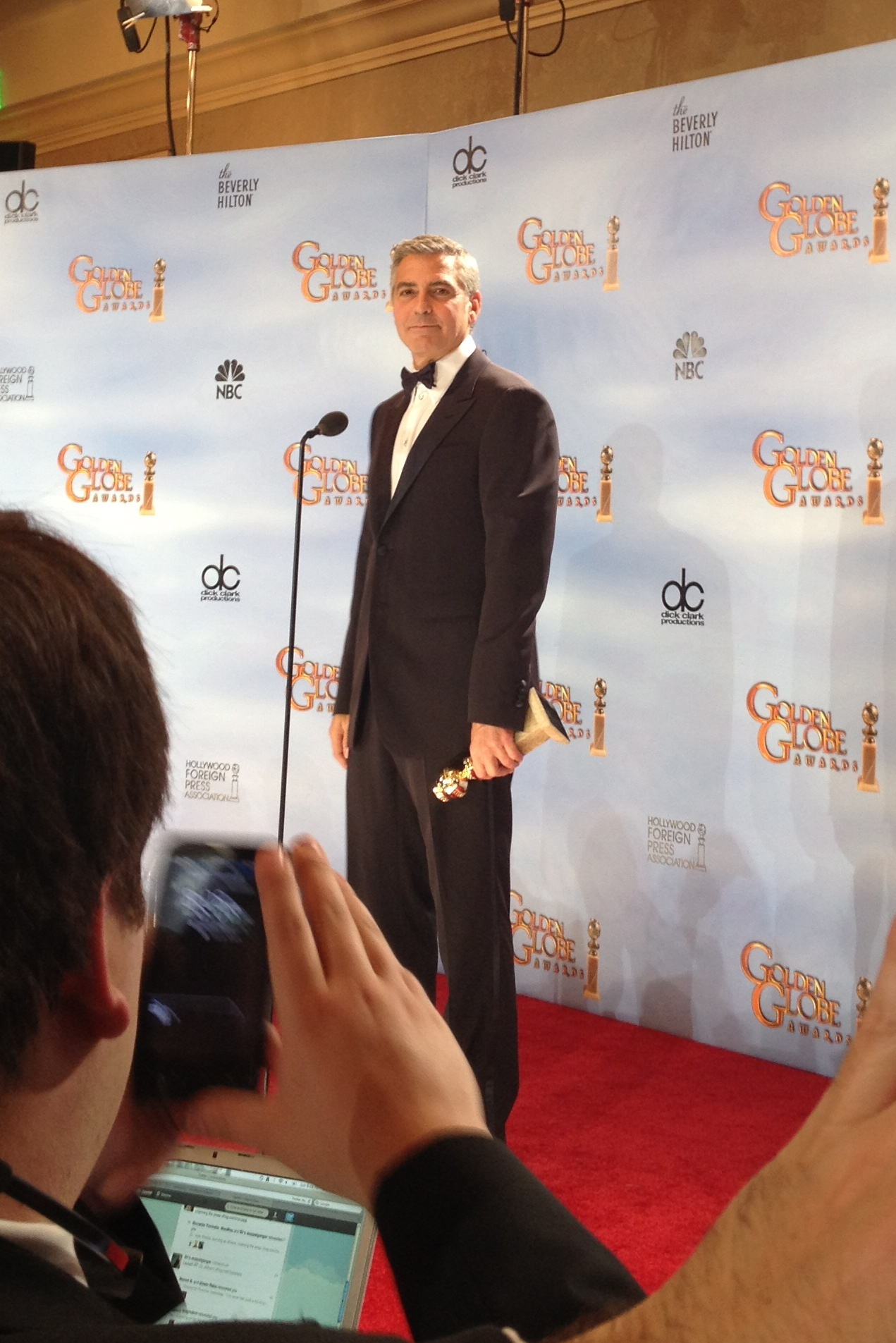
Nejlepší dramatický herec George Clooney

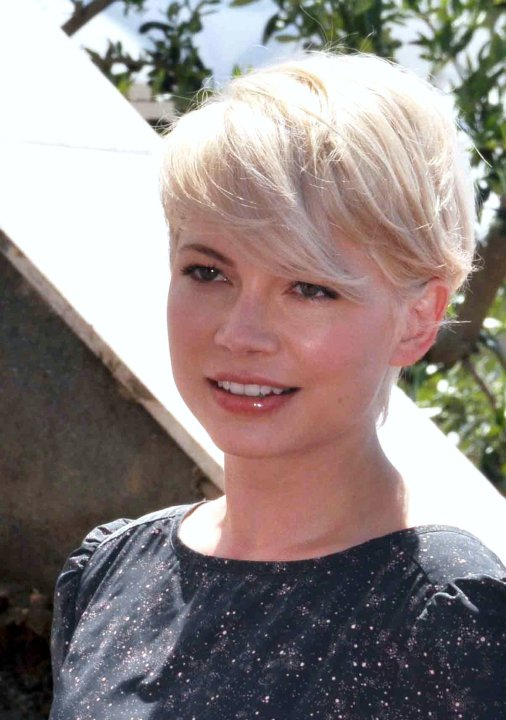
Nejlepší komediální herečka Michelle Williamsová

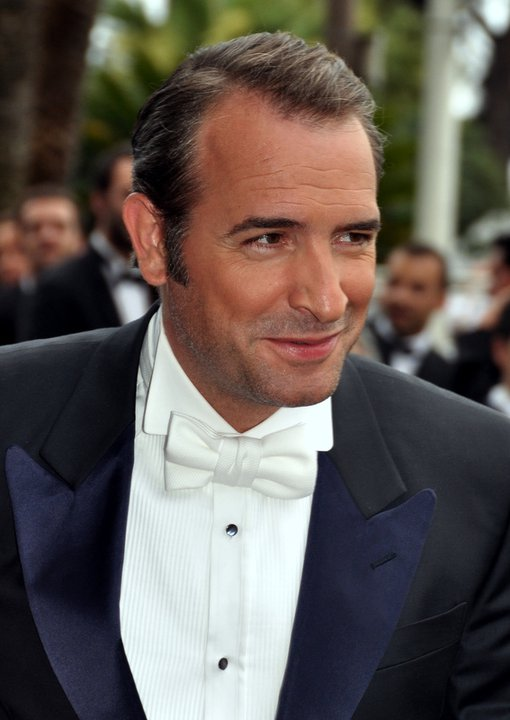
Nejlepší komediální herec Jean Dujardin

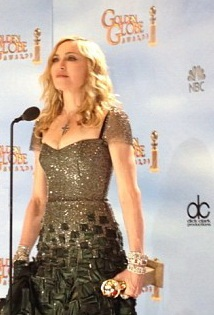
Madonna vyhrála Zlatý glóbus za nejlepší píseň

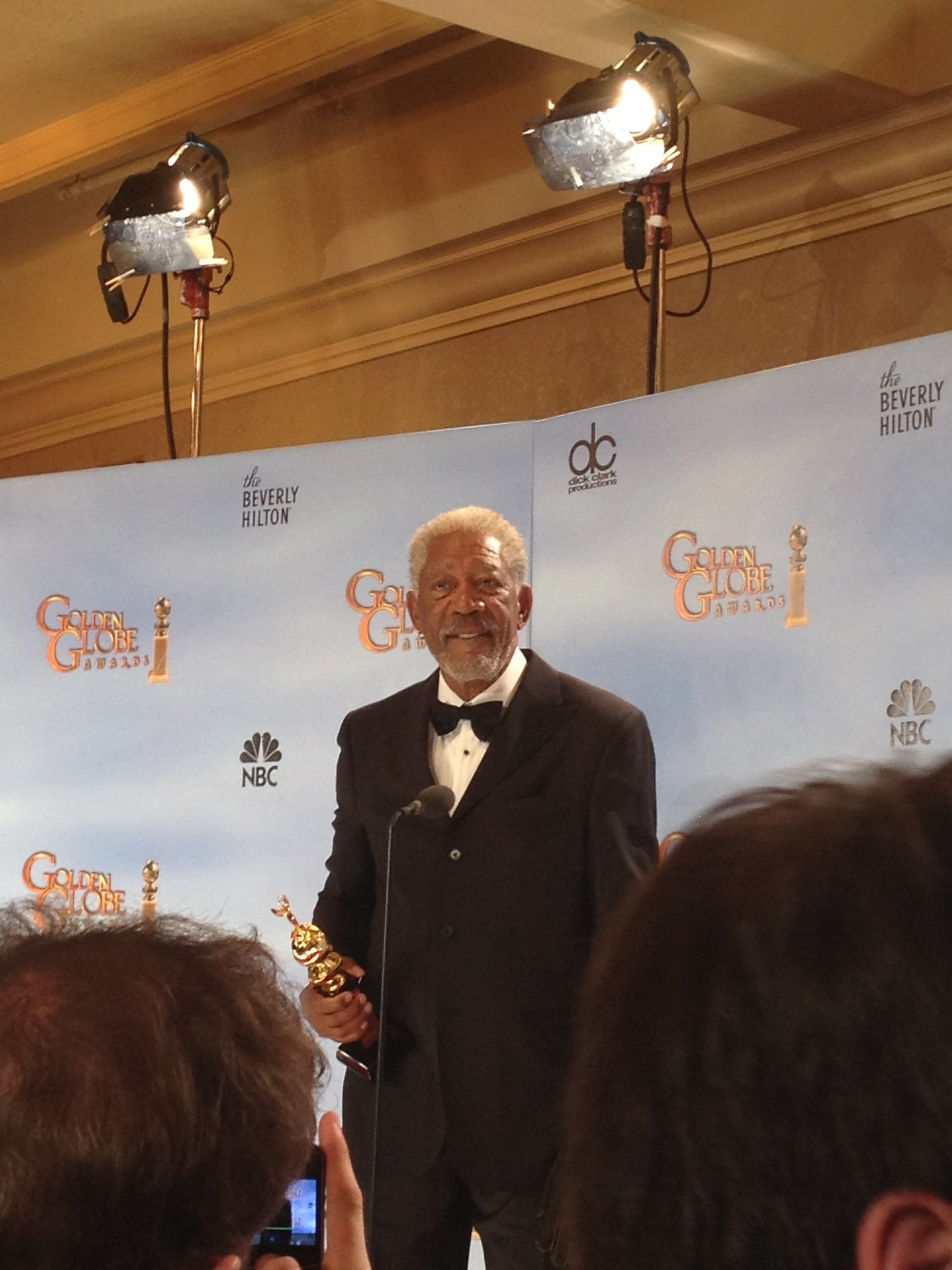
Laureát ceny Cecila B. DeMilla Morgan Freeman

### Filmové počiny
| Nejlepší film (drama) | Nejlepší film (muzikál nebo komedie) |
| --- | --- |
| - Děti moje – producenti Jim Burke, Alexander Payne a Jim Taylor - Černobílý svět – producenti Chris Columbus, Brunson Green a Michael Barnathan - Hugo a jeho velký objev – producenti Graham King, Johnny Depp, Martin Scorsese a Tim Headington - Den zrady – producenti George Clooney, Brian Oliver a Grant Heslov - Moneyball – producenti – Brad Pitt, Rachael Horovitz a Michael De Luca - Válečný kůň – producenti – Steven Spielberg a Kathleen Kennedy | - Umělec – producent Thomas Langmann - 50/50 – producenti Seth Rogen, Evan Goldberg a Ben Karlin - Ženy sobě – producenti – Barry Mendel, Judd Apatow a Clayton Townsend - Půlnoc v Paříži – producenti Stephen Tenenbaum, Jaume Roures a Letty Aronson - Můj týden s Marilyn – producenti David Parfitt a Harvey Weinstein |
| Nejlepší herec (drama) | Nejlepší herečka (drama) |
| - George Clooney – Děti moje - Brad Pitt – Moneyball - Ryan Gosling – Den zrady - Michael Fassbender – Stud - Leonardo DiCaprio – J. Edgar | - Meryl Streep – Železná lady - Glenn Close – Albert Nobbs - Viola Davis – Černobílý svět - Rooney Mara – Muži, kteří nenávidí ženy - Tilda Swinton – Musíme si promluvit o Kevinovi |
| Nejlepší herec (muzikál nebo komedie) | Nejlepší herečka (muzikál nebo komedie) |
| - Jean Dujardin – Umělec - Brendan Gleeson – Pomáhat a chránit - Joseph Gordon–Levitt – 50/50 - Ryan Gosling – Bláznivá, zatracená láska - Owen Wilson – Půlnoc v Paříži | - Michelle Williamsová – Můj týden s Marilyn - Jodie Foster – Bůh masakru - Charlize Theron – Znovu a jinak - Kristen Wiigová – Ženy sobě - Kate Winslet – Bůh masakru |
| Nejlepší herec ve vedlejší roli | Nejlepší herečka ve vedlejší roli |
| - Christopher Plummer – Začátky - Kenneth Branagh – Můj týden s Marilyn - Albert Brooks – Drive - Jonah Hill – Moneyball - Viggo Mortensen – Nebezpečná metoda | - Octavia Spencer – Černobílý svět - Bérénice Bejo – Umělec - Jessica Chastainová – Černobílý svět - Janet McTeer – Albert Nobbs - Shailene Woodley – Děti moje |
| Nejlepší režisér | Nejlepší scénář |
| - Martin Scorsese – Hugo a jeho velký objev - Woody Allen – Půlnoc v Paříži - George Clooney – Den zrady - Michael Hazavicius – Umělec - Alexander Payne – Děti moje | - Woody Allen – Půlnoc v Paříži - Michel Hazanavicius – Umělec - George Clooney, Grant Heslov, Beau Willimon – Den zrady - Alexander Payne, Nat Faxon, Jim Rash – Děti moje - Steven Zaillian, Aaron Sorkin, Stan Chervin – Moneyball |
| Nejlepší skladatel | Nejlepší původní píseň |
| - Ludovic Bource – Umělec - Howard Shore – Hugo a jeho velký objev - Trent Reznor, Atticus Ross – Děti moje - John Williams – Válečný kůň - Abel Korzeniowski – W. E. | - „Masterpiece“ – W. E.; hudba a text Madonna, Julie Frost & Jimmy Harry - „Lay Your Head Down“ – Albert Nobbs; hudba Brian Byrne; text Glenn Close - „The Living Proof“ – Černobílý svět; hudba Mary J. Blige, Thomas Newman, Harvey Mason mladší; text Mary J. Blige, Harvey Mason mladší, Damon Thomas - „Hello Hello“ – Gnomeo & Julie; hudba Elton John; text Bernie Taupin - „The Keeper“ – Kazatel Kalašnikov; hudba a text Chris Cornell |
| Nejlepší animovaný film | Nejlepší cizojazyčný film |
| - Tintinova dobrodružství – režie Steven Spielberg - Velká vánoční jízda – režie Sarah Smith - Auta 2 – režie John Lasseter, Brad Lewis - Rango – režie Gore Verbinski - Kocour v botách – režie Chris Miller | - Rozchod Nadera a Simin; Írán – režie Asghar Farhadi - V zemi krve a medu; USA – režie Angelina Jolie - Květy války; Hongkong / Čína – režie Yimou Zhang - Kůže, kterou nosím; Španělsko – režie Pedro Almodóvar - Kluk na kole; Belgie / Francie / Itálie – Jean-Pierre Dardenne, Luc Dardenne |

### Televize
| Nejlepší televizní seriál (drama) | Nejlepší seriál (komedie) |
| --- | --- |
| - Ve jménu vlasti - American Horror Story - Šéf - Hra o trůny - Impérium – Mafie v Atlantic City                                                                                | - Taková moderní rodinka - Mé nové Já - Epizody - Glee - Nová holka |
| Nejlepší herec v seriálu (drama) | Nejlepší herečka v seriálu (drama) |
| - Kelsey Grammer – Šéf - Steve Buscemi – Impérium – Mafie v Atlantic City - Bryan Cranston – Perníkový táta - Jeremy Irons – Borgiové - Damian Lewis – Homeland                 | - Claire Danesová – Ve jménu vlasti - Mireille Enos – The Killing - Julianna Margulies – Dobrá manželka - Madeleine Stowe – Revenge - Callie Thorne – Necessary Roughness                                        |
| Nejlepší herec v seriálu (komedie / muzikál) | Nejlepší herečka v seriálu (komedie / muzikál) |
| - Matt LeBlanc – Epizody - Alec Baldwin – Studio 30 Rock - David Duchovny – Californication - Johnny Galecki – Teorie velkého třesku - Thomas Jane – Hung – Na velikosti záleží | - Laura Dern – Mé nové Já - Zooey Deschanel – Nová holka - Tina Fey – Studio 30 Rock - Laura Linneyová – Ve znamení raka - Amy Poehlerová – Parks and Recreation                                                 |
| Nejlepší herec v minisérii nebo TV filmu | Nejlepší herečka v minisérii nebo TV filmu |
| - Idris Elba – Luther - Hugh Bonneville – Panství Downton - William Hurt – Velká krize - Bill Nighy – Na straně osm - Dominic West – The Hour                                   | - Kate Winslet – Mildred Pierceová - Romola Garai – The Hour - Diane Lane – Cinema verite - Elizabeth McGovern – Panství Downton - Emily Watson – Vrahova důvěrnice                                              |
| Nejlepší vedlejší herec v seriálu, minisérii nebo TV filmu | Nejlepší vedlejší herečka v seriálu, minisérii nebo TV filmu |
| - Peter Dinklage – Hra o trůny - Paul Giamatti – Velká krize - Guy Pearce – Mildred Pierceová - Tim Robbins – Cinema verite - Eric Stonestreet – Taková moderní rodinka         | - Jessica Lange – American Horror Story - Kelly Macdonaldová – Impérium – Mafie v Atlantic City - Maggie Smith – Panství Downton - Sofía Vergara – Taková moderní rodinka - Evan Rachel Wood – Mildred Pierceová |
| Nejlepší minisérie nebo TV film | |
| - Panství Downton - Cinema verite - The Hour - Mildred Pierceová - Velká krize                                                                                                  | |

### Zvláštní ocenění

#### Cena Cecila B. DeMilla
- Morgan Freeman